# Christoph Scherrer

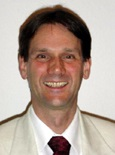
Christoph Scherrer (2013)

Christoph Scherrer (* 1956 in Frankfurt am Main) ist ein deutscher Volkswirt und Politologe. Er war von 2000 bis zur Emeritierung 2022 Professor für Globalisierung und Politik an der Universität Kassel.

## Leben
Scherrer wurde mit einer Arbeit über die US-Auto- und Stahlindustrie promoviert. Er habilitierte sich 1999 mit einer Schrift zur Durchsetzung liberaler Außenwirtschaftspolitik in den USA. Scherrer lehrte am J. F. Kennedy-Institut der Freien Universität Berlin und an der Rutgers University in Newark und erhielt ein J. F. Kennedy-Memorial Fellowship an der Harvard University.
Scherrer leitet die beiden englischsprachigen Masterprogramme (MA Global Political Economy und MA Labour Policies and Governance) in der Fachgruppe Politikwissenschaft. Er ist Sprecher des für Exzellenz in der Entwicklungszusammenarbeit vom DAAD prämierten International Center for Development and Decent Work, Ko-Leiter des HBS und hbs geförderten Promotionskollegs Global Social Policies and Governance, Mitglied des Steering Committee der Global Labour University, die auf vier Kontinenten Gewerkschafter auf Masterniveau politikwissenschaftlich und ökonomisch ausbildet. Preisträger „Exzellenz in der Lehre“ des Landes Hessen 2007.
Seine Forschungsinteressen liegen im Bereich der Internationalen Politischen Ökonomie, insbesondere die Steuerung des Weltmarkts im Sinne sozialer und ökologischer Nachhaltigkeit.
Scherrer ist Mitglied im Wissenschaftlichen Beirat von Attac.
In Tagesmedien nimmt er Stellung zu aktuellen Fragen, so in der linken Tageszeitung junge Welt oder in der taz.

## Schriften (Auswahl)
- mit Ismail D. Karatepe (Hrsg.): Arbeit in der Lieferkette. Miserable Arbeitsbedingungen auf See und in den Häfen, VSA Verlag, Hamburg 2024, ISBN 978-3-96488-220-2.
- mit Garcia, A. and Joscha Wullweber (eds.) Handbook on Critical Political Economy and Public Policy, Elgar, 2023.[4]
- Macht in weltweiten Lieferketten. Eine Flugschrift. VSA Verlag, Hamburg 2021, ISBN 978-3-96488-124-3.
- America Second? Die USA, China und der Weltmarkt. Bertz + Fischer, Berlin 2021, ISBN 978-3-86505-767-9.
- mit Karatepe (eds.): The Phantom of Upgrading in Agricultural Supply Chains: A Cross-Country, Cross-Crop Comparison of Smallholders, Nomos, Baden-Baden 2021.
- Scherrer, 2020: Superfluous Workers: Why SDG #8 Will Remain Elusive, in: Kaltenborn et al. (eds.), Sustainable Development Goals and Human Rights, Springer, 119-135.
- mit Santosh Verma (Hrsg.): Decent Work Deficits in Southern Agriculture: Measurements, Drivers and Strategies. Rainer Hampp Verlag, 2018, ISBN 978-3-86618-896-9, urn:nbn:de:hebis:34-2018041755357
- als Hrsg.: Public Banks in the Age of Financialization: A Comparative Perspective. Edward Elgar, Cheltenham 2017
- als Hrsg.: Enforcement Instruments for Social Human Rights along Supply Chains, Rainer Hampp Verlag, 2017, urn:nbn:de:hebis:34-2017082353301
- mit Katja Radon, Andreas Haarstrick, Lars Ribbe, Reiner Doluschitz (Hrsg.): Forced Migration - environmental and socioeconomic dimensions. Perspectives of higher education institutions in development cooperation: 19.–20. Oktober 2016, Berlin, Germany: 1st Exceed Conference Summary. Exceed Conference, München.
- mit Alexander Gallas, Hansjörg Herr und Frank Hoffer (Hrsg.): Combating Inequality. The Global North and South. Routledge, 2015, ISBN 978-1-138-91685-2 (book2look.com).
- als Hrsg.: The Transatlantic Trade and Investment Partnership: Implications for Labor. Rainer Hampp Verlag, Mering 2014, urn:nbn:de:hebis:34-2014110746361
- mit Bob Jessop und Brigitte Young (Hrsg.): Financial Cultures and Crisis Dynamics. Routledge, Oxford 2014 (routledge-ny.com)
- mit Debdulal Saha (Hrsg.): Food Crisis: Implications for Labour. Rainer Hampp Verlag, Mering 2013, uni-kassel.de (PDF; 1,9 MB)
- mit Andreas Hänlein (Hrsg.): Sozialkapitel in Handelsabkommen - Begründungen und Vorschläge aus juristischer, ökonomischer und politischer Sicht, Integration Europas und Ordnung der Weltwirtschaft. Band 38, Nomos-Verlag, 2012.
- China’s Labor Question. Rainer Hampp Verlag, Mering, 2011.
- mit Caren Kunze: Globalisierung. UTB/Vandenhoeck & Ruprecht, Göttingen 2011.
- mit Thomas Dürmeier und Bernd Overwien (Hrsg.): Perspektiven auf die Finanzkrise. Verlag Barbara Budrich, Leverkusen 2010.
- mit Brigitte Young (Hrsg.): The Role of Gender Knowledge in Policy Networks. Nomos, Baden-Baden 2010.
- mit Ute Clement, Jörg Nowak und Sabine Ruß (Hrsg.): Public Governance und schwache Interessen. VS Verlag, Wiesbaden 2010.
- Globalisierung wider Willen? Die Durchsetzung liberaler Außenwirtschaftspolitik in den USA. Ed. Sigma, Berlin 1999.
- Im Bann des Fordismus. Die Auto- und Stahlindustrie der USA im internationalen Konkurrenzkampf. Ed. Sigma/Rainer Bohn Verlag, Berlin 1992.

## Artikel (Auswahl)
- mit Ismail Doga Karatepe, 2024: The Selective Return of Labor Casualization in Western European Ports, in: Sociologia del Lavoro 169(2), 52-72, DOI:10.3280/SL2024-169003
- 2024: Die Schlüsselakteure der Schifffahrtsindustrie, in: C. Scherrer and I.D. Karatepe (Hrsg.) Arbeit in der Lieferkette, Hamburg, VSA Verlag, 131-164.
- mit Ismail Doga Karatepe, 2024 (Hrsg.) 2024: Arbeit in der Lieferkette. Miserable Arbeitsbedingungen auf See und in den Häfen, Hamburg, VSA Verlag.
- mit Nora Horn, 2024: Die politische Ökonomie der Inflation von Vermögens- und Verbraucherpreisen, PROKLA 54(3) 519-539.
- mit Ismail Doga Karatepe, 2024: Smallholders Challenges of Social and Economic Upgrading in Agricultural Value Chains: A Cross-Country, Cross-Crop Comparison, in: Agrarian South: Journal of Political Economy, 13(3), 317-340.
- 2024: Fostering the crisis of supply chains: the institutional dimension, in: Stefan Gold and Andreas Wieland (eds.) The Supply Chain: A System in Crisis, Edward Elgar Publishing Ltd, 27-39.
- 2023: Beyond the Dyad: Power Relations in Global Exploitation Chains from an Institutionalist and Gramscian Perspective, in: Notebooks: The Journal for Studies on Power, 3, 115–147.
- 2023: Pluralidade de ‘políticas’ na economia política da divisão global do trabalho, OIKOS, 22(2) 5-17.
- 2023: Herausforderungen für den US-Dollar und das Währungsregime PROKLA 213, 53(4) 597-617
- 2021: Biden’s economic confrontation strategy for China: implications for workers. in: Global Labour Column, Number 380.
- 2021: Capitalism First – wie immer, nur anders. Die US-amerikanische Außenwirtschaftspolitik unter Präsident Biden. in: PROKLA. Zeitschrift für kritische Sozialwissenschaft, 51(2), Heft 203, 297-315.
- mit Ismail Doga Karatepe 2021: Kollektives Handeln als Voraussetzung für die wirtschaftliche und soziale Aufwertung. Theoretische Überlegungen und Beispiele aus landwirtschaftlichen Lieferketten, in: WSI-Mitteilungen 74 (1) 44-52
- 2020: Novel Labour-related Clauses in a Trade Agreement: From NAFTA to USMCA, in: Global Labour Journal, 11(3) 291-306. doi:10.15173/glj.v11i3.4228
- mit Elizabeth Abernathy: Trump’s Trade Policy Agenda. In: Intereconomics, 52 (6), 2017, S. 364–369 (intereconomics.eu)
- The Development Rationale for International Labour Rights. In: The Indian Journal of Labour Economics, (82), S. 1–11, 2017, doi:10.1007/s41027-017-0082-3, springer.com (PDF)
- Trump’s trade policy agenda: more liberalization. In: Global Labour Column, Number 278, June 2017, column.global-labour-university.org
- mit Anil Shah: The Return of Commercial Prison Labour. In: Global Labour Column, Number 269, April 2017, column.global-labour-university.org
- mit Anil Shah: The Political Economy of Prison Labor: From Penal Welfarism to the Penal State. In: Global Labour Journal, 8(1) 32-48, 2017, doi:10.15173/glj.v8i1.2774
- mit Michael Fichter, Mark Anner, Frank Hoffer: The Global Labour University: A new laboratory of learning for international labor solidarity? In: Working USA. 17(4) 2014, S. 567–579. doi:10.1111/wusa.12139.
- Scherrer mit Stefan Beck: Das transatlantische Handels- und Investitionsabkommen: Arbeitsplatzprognosen und Risikoanalysen. In: WSI-Mitteilungen. 8/2014, S. 581–589 (boeckler.de)
- Neoliberalism’s resilience: a matter of class. In: Critical Policy Studies. 8(3), 2014, S. 348–351.
- mit Alexander Gallas und Michelle Williams: Inequality – The Achilles Heel of Free Market Democracy. In: International Journal of Labour Research. 6(1), 2014, S. 143–161.
- Von der Finanzialisierung zurück zum Boring Banking? In: Vierteljahresheft zur Wirtschaftsforschung. 82(4), 2013, S. 31–43.
- Die Post-hegemoniale USA? In: Zeitschrift für Außen- und Sicherheitspolitik. 6(1), 2013, S. 89–107.
- Reproducing Hegemony: US Finance Capital and the 2008 Crisis. In: Critical Policy Studies. 5(3), 2011, S. 219–247.
- mit Joscha Wullweber und 2011: Post-Modern and Post-structural International Political Economy. In: Robert A. Denemark (Hrsg.): The International Studies Encyclopedia. Blackwell Reference Online.